# 曹金萍
曹金萍（1967年12月—），山东临邑人，汉族，中华人民共和国政治人物、第十二届全国人民代表大会、第十三届全国人民代表大会山东地区代表。

## 生平
毕业于山东省委党校经济管理专业。加入中国民主促进会。2013年，担任全国人大代表。2018年2月24日，当选为第十三届全国人大代表。